# Britta Estelle
Britta Estelle, född 27 oktober 1909 i Upplands artilleriregementes församling, Uppsala län, död 15 januari 1991 i Bromma, var en svensk skådespelare och scripta.
Hon är begravd på Gamla kyrkogården i Oskarshamn.

## Filmografi
Roller
- 1935 – Flickor på fabrik
- 1936 – Stackars miljonärer
- 1936 – Spöket på Bragehus
- 1937 – Skicka hem nr. 7
- 1937 – Pappas pojke
- 1937 – Röda triangeln (kortfilm)
- 1938 – Vi som går scenvägen
- 1938 – Pengar från skyn
- 1939 – Filmen om Emelie Högqvist
- 1951 – Spöke på semester

Scripta
- 1937 – Pappas pojke
- 1957 – Åsa-Nisse i full fart
- 1957 – Klarar Bananen Biffen?

Speaker
- 1954 – Klassisk ridkonst

## Teater

### Roller (ej komplett)
| År   | Roll            | Produktion                  | Regi          | Teater   |
| ---- | --------------- | --------------------------- | ------------- | -------- |
| 1938 | En flicka i nöd | Kvinnorna Clare Boothe Luce | Rune Carlsten | Dramaten |